# Козма, Лайош
Лайош Козма (венг. Lajos Kozma; 8 июня 1884, Кишкорпад — 26 ноября 1948, Будапешт) — венгерский архитектор и дизайнер.

## Биография
Лайош Козма родился в еврейской семье. Учился в Будапештском имперском колледже. Окончил в 1906 году и присоединился к группе Fiatalok («молодые»), которая путешествовала по Трансильвании и Венгрии, изучая народную архитектуру. Его первые проекты находились под влиянием сецессионистов и венгерских народных мотивов. После учебной поездки в Париж (1909—1910) он работал в студии Белы Лайты в Будапеште (1910—1913), разрабатывая интерьеры музыкального магазина Rezsavolgyi (1911—1912). Внутреннее пространство этого магазина было разделено прозрачными вертикальными перегородками с орнаментом в стиле бидермейера. В 1913 году Козма по образцу Венских мастерских организовал будапештскую мастерскую, производящую мебель, текстильные изделия и другие элементы интерьеров офисов и жилья.